# 1 000 kilomètres de Silverstone 2005

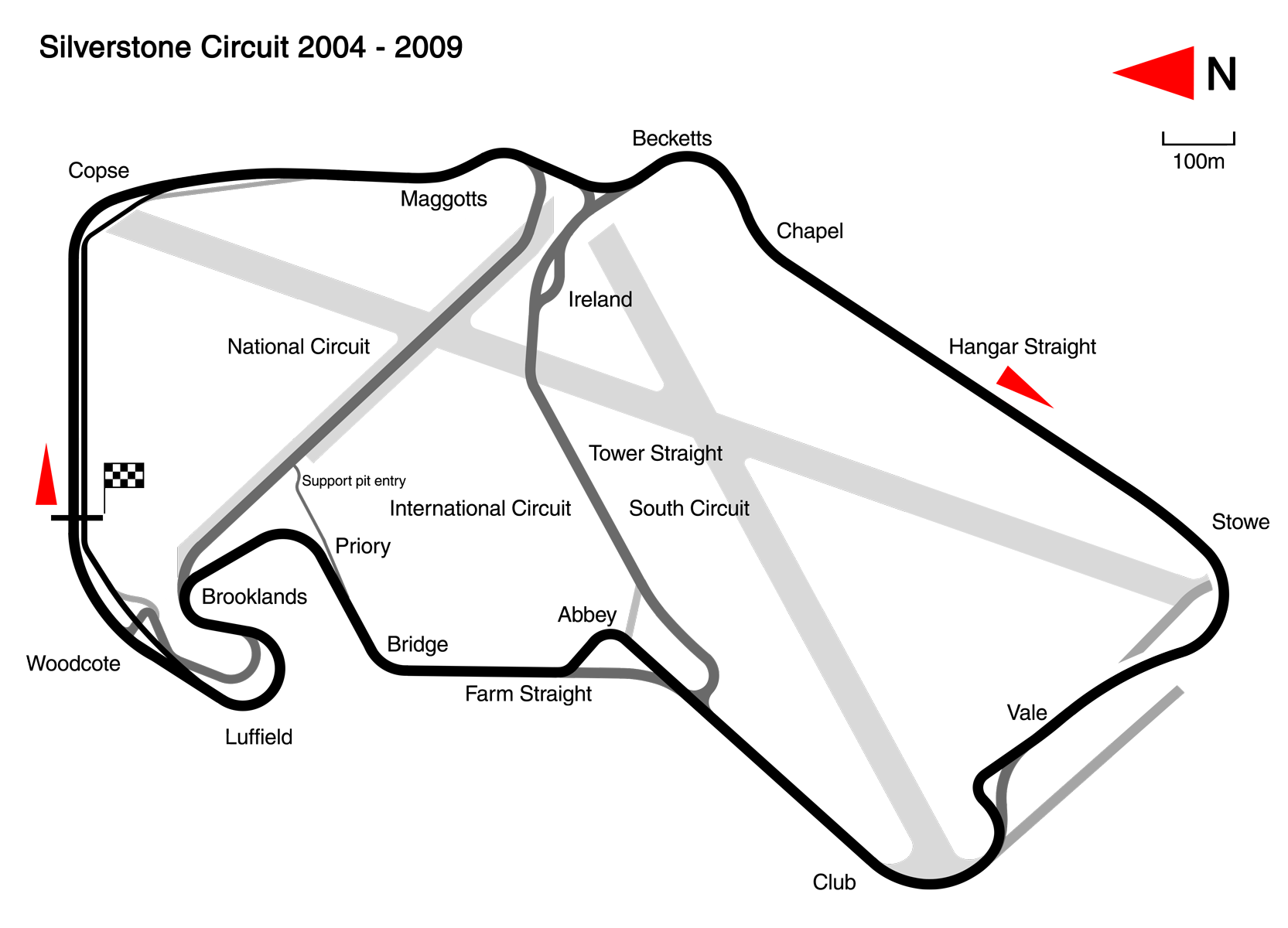
Schéma de voie du circuit de Silverstone au Royaume-Uni dans la configuration de 2004 à 2009. Réalisé à l'échelle à partir de photographies aériennes.

Les 1 000 kilomètres de Silverstone 2005 sont la troisième épreuve de la saison 2005 des Le Mans Series. La course s'est disputée le 13 août 2005 sur le circuit de Silverstone, en Grande-Bretagne.

## Résultats de la course
Les vainqueurs de leur catégorie sont indiqués en caractères gras. Les voitures ayant parcouru moins de 70 % de la distance parcourue par le vainqueur sont marquées NC pour « Non Classé.
| Position | Catégorie | N° | Écurie                         | Pilotes                                                   | Châssis                     | Pneus | Tours |
| Position | Catégorie | N° | Écurie                         | Pilotes                                                   | Engins                      | Pneus | Tours |
| -------- | --------- | -- | ------------------------------ | --------------------------------------------------------- | --------------------------- | ----- | ----- |
| 1        | LMP1      | 4  | Audi PlayStation Team Oreca    | Stéphane Ortelli Allan McNish                             | Audi R8                     | M     | 151   |
| 1        | LMP1      | 4  | Audi PlayStation Team Oreca    | Stéphane Ortelli Allan McNish                             | Audi 3.6L Turbo V8          | M     | 151   |
| 2        | LMP1      | 7  | Creation Autosportif           | Nicolas Minassian Jamie Campbell-Walter                   | DBA 03S                     | M     | 151   |
| 2        | LMP1      | 7  | Creation Autosportif           | Nicolas Minassian Jamie Campbell-Walter                   | Judd GV5 5.0L V10           | M     | 151   |
| 3        | LMP1      | 8  | Rollcentre Racing              | Martin Short João Barbosa Vanina Ickx                     | Dallara SP1                 | M     | 144   |
| 3        | LMP1      | 8  | Rollcentre Racing              | Martin Short João Barbosa Vanina Ickx                     | Judd GV4 4.0L V10           | M     | 144   |
| 4        | LMP2      | 36 | Paul Belmondo Racing           | Claude-Yves Gosselin Karim Ojjeh Vincent Vosse            | Courage C65                 | M     | 143   |
| 4        | LMP2      | 36 | Paul Belmondo Racing           | Claude-Yves Gosselin Karim Ojjeh Vincent Vosse            | Ford (AER) 2.0L Turbo I4    | M     | 143   |
| 5        | GT1       | 67 | MenX                           | Robert Pergl Jaroslav Janiš Peter Kox                     | Ferrari 550 GTS Maranello   | M     | 143   |
| 5        | GT1       | 67 | MenX                           | Robert Pergl Jaroslav Janiš Peter Kox                     | Ferrari 5.9L V12            | M     | 143   |
| 6        | LMP1      | 9  | Team Jota                      | Sam Hignett John Stack Haruki Kurosawa                    | Zytek 04S                   | D     | 142   |
| 6        | LMP1      | 9  | Team Jota                      | Sam Hignett John Stack Haruki Kurosawa                    | Zytek ZG348 3.4L V8         | D     | 142   |
| 7        | GT1       | 61 | Convers Team Cirtek Motorsport | Alexey Vasilyev Christophe Bouchut                        | Ferrari 550 GTS Maranello   | M     | 142   |
| 7        | GT1       | 61 | Convers Team Cirtek Motorsport | Alexey Vasilyev Christophe Bouchut                        | Ferrari 5.9L V12            | M     | 142   |
| 8        | LMP2      | 30 | Kruse Motorsport               | Philip Bennett Michael Vergers Juan Barazi                | Courage C65                 | P     | 141   |
| 8        | LMP2      | 30 | Kruse Motorsport               | Philip Bennett Michael Vergers Juan Barazi                | Judd XV675 3.4L V8          | P     | 141   |
| 9        | GT2       | 90 | Sebah Automotive               | Xavier Pompidou Marc Lieb                                 | Porsche 911 GT3 R (996)     | D     | 141   |
| 9        | GT2       | 90 | Sebah Automotive               | Xavier Pompidou Marc Lieb                                 | Porsche 3.6L Flat-6         | D     | 141   |
| 10       | LMP2      | 25 | RML                            | Mike Newton Thomas Erdos                                  | MG-Lola EX264               | M     | 141   |
| 10       | LMP2      | 25 | RML                            | Mike Newton Thomas Erdos                                  | MG (AER) XP20 2.0L Turbo I4 | M     | 141   |
| 11       | LMP1      | 15 | Zytek Motorsport               | Tom Chilton Hayanari Shimoda                              | Zytek 04S                   | M     | 141   |
| 11       | LMP1      | 15 | Zytek Motorsport               | Tom Chilton Hayanari Shimoda                              | Zytek ZG348 3.4L V8         | M     | 141   |
| 12       | GT1       | 53 | A-Level Engineering            | Wolfgang Kaufmann Marcel Tiemann                          | Porsche 911 Turbo (996)     | M     | 141   |
| 12       | GT1       | 53 | A-Level Engineering            | Wolfgang Kaufmann Marcel Tiemann                          | Porsche 3.6L Turbo Flat-6   | M     | 141   |
| 13       | LMP2      | 27 | Horag Lista Racing             | Fredy Lienhard Didier Theys                               | Lola B05/40                 | M     | 141   |
| 13       | LMP2      | 27 | Horag Lista Racing             | Fredy Lienhard Didier Theys                               | Judd XV675 3.4L V8          | M     | 141   |
| 14       | LMP1      | 13 | Courage Compétition            | Jonathan Cochet Alexander Frei Christian Vann             | Courage C60 Hybrid          | Y     | 140   |
| 14       | LMP1      | 13 | Courage Compétition            | Jonathan Cochet Alexander Frei Christian Vann             | Judd GV4 4.0L V10           | Y     | 140   |
| 15       | GT1       | 62 | Convers Team Cirtek Motorsport | Darren Turner Nikolai Fomenko Marc Goossens               | Aston Martin DBR9           | M     | 138   |
| 15       | GT1       | 62 | Convers Team Cirtek Motorsport | Darren Turner Nikolai Fomenko Marc Goossens               | Aston Martin 6.0L V12       | M     | 138   |
| 16       | GT2       | 76 | Autorlando Sport               | Franco Groppi Luigi Moccia Mike Rockenfeller              | Porsche 911 GT3 RSR (996)   | P     | 138   |
| 16       | GT2       | 76 | Autorlando Sport               | Franco Groppi Luigi Moccia Mike Rockenfeller              | Porsche 3.6L Flat-6         | P     | 138   |
| 17       | GT1       | 52 | BMS Scuderia Italia            | Matteo Cressoni Matteo Malucelli Miguel Ramos             | Ferrari 550 GTS Maranello   | P     | 138   |
| 17       | GT1       | 52 | BMS Scuderia Italia            | Matteo Cressoni Matteo Malucelli Miguel Ramos             | Ferrari 5.9L V12            | P     | 138   |
| 18       | LMP1      | 6  | Lister Racing                  | Justin Keen (en) Jens Møller                              | Lister Storm LMP Hybrid     | D     | 138   |
| 18       | LMP1      | 6  | Lister Racing                  | Justin Keen (en) Jens Møller                              | Chevrolet LS1 6.0L V8       | D     | 138   |
| 19       | LMP2      | 39 | Chamberlain Synergy Motorsport | Bob Berridge Gareth Evans                                 | Lola B05/40                 | D     | 138   |
| 19       | LMP2      | 39 | Chamberlain Synergy Motorsport | Bob Berridge Gareth Evans                                 | AER P07 2.0L Turbo I4       | D     | 138   |
| 20       | GT2       | 89 | Sebah Automotive               | Lars Erik Nielsen Thorkild Thyrring Pierre Ehret          | Porsche 911 GT3 RSR (996)   | D     | 137   |
| 20       | GT2       | 89 | Sebah Automotive               | Lars Erik Nielsen Thorkild Thyrring Pierre Ehret          | Porsche 3.6L Flat-6         | D     | 137   |
| 21       | GT2       | 93 | Scuderia Ecosse                | Andrew Kirkaldy Nathan Kinch                              | Ferrari 360 Modena GT       | P     | 137   |
| 21       | GT2       | 93 | Scuderia Ecosse                | Andrew Kirkaldy Nathan Kinch                              | Ferrari 3.6L V8             | P     | 137   |
| 22       | GT2       | 73 | Ice Pol Racing Team            | Yves Lambert Christian Lefort Markus Palttala             | Porsche 911 GT3 RSR (996)   | D     | 136   |
| 22       | GT2       | 73 | Ice Pol Racing Team            | Yves Lambert Christian Lefort Markus Palttala             | Porsche 3.6L Flat-6         | D     | 136   |
| 23       | GT2       | 99 | GPC Sport                      | Gabrio Rosa Luca Drudi Fabio Babini                       | Ferrari 360 Modena GT       | P     | 135   |
| 23       | GT2       | 99 | GPC Sport                      | Gabrio Rosa Luca Drudi Fabio Babini                       | Ferrari 3.6L V8             | P     | 135   |
| 24       | GT2       | 95 | Racesport Peninsula TVR        | Richard Stanton Piers Johnson Daniel Eagling              | TVR Tuscan T400R            | D     | 135   |
| 24       | GT2       | 95 | Racesport Peninsula TVR        | Richard Stanton Piers Johnson Daniel Eagling              | TVR Speed Six 4.0L I6       | D     | 135   |
| 25       | GT1       | 51 | BMS Scuderia Italia            | Michele Bartyan Christian Pescatori Toni Seiler           | Ferrari 550 GTS Maranello   | P     | 135   |
| 25       | GT1       | 51 | BMS Scuderia Italia            | Michele Bartyan Christian Pescatori Toni Seiler           | Ferrari 5.9L V12            | P     | 135   |
| 26       | LMP2      | 20 | Pir Compétition                | Pierre Bruneau Marc Rostan Jean-Philippe Peugeot          | Pilbeam MP93                | M     | 133   |
| 26       | LMP2      | 20 | Pir Compétition                | Pierre Bruneau Marc Rostan Jean-Philippe Peugeot          | JPX (Mader) 3.4L V6         | M     | 133   |
| 27       | GT2       | 83 | Seikel Motorsport              | Horst Felbermayr, Sr. Horst Felbermayr, Jr. Philip Collin | Porsche 911 GT3 RS (996)    | Y     | 132   |
| 27       | GT2       | 83 | Seikel Motorsport              | Horst Felbermayr, Sr. Horst Felbermayr, Jr. Philip Collin | Porsche 3.6L Flat-6         | Y     | 132   |
| 28       | LMP2      | 37 | Paul Belmondo Racing           | Paul Belmondo Didier André Adam Sharpe                    | Courage C65                 | M     | 132   |
| 28       | LMP2      | 37 | Paul Belmondo Racing           | Paul Belmondo Didier André Adam Sharpe                    | Ford (AER) 2.0L Turbo I4    | M     | 132   |
| 29       | GT2       | 79 | JP Racing                      | Jens Petersen Niki Leutwiler Jan-Dirk Lueders             | Porsche 911 GT3 RS (996)    | P     | 131   |
| 29       | GT2       | 79 | JP Racing                      | Jens Petersen Niki Leutwiler Jan-Dirk Lueders             | Porsche 3.6L Flat-6         | P     | 131   |
| 30       | LMP2      | 35 | G-Force Racing                 | Franck Hahn Jean-François Leroch Tim Greaves              | Courage C65                 | D     | 128   |
| 30       | LMP2      | 35 | G-Force Racing                 | Franck Hahn Jean-François Leroch Tim Greaves              | Judd XV675 3.4L V8          | D     | 128   |
| 31       | GT1       | 57 | Paul Belmondo Racing           | Jean-Michel Papolla Didier Sommereau Yann Clairay         | Chrysler Viper GTS-R        | M     | 127   |
| 31       | GT1       | 57 | Paul Belmondo Racing           | Jean-Michel Papolla Didier Sommereau Yann Clairay         | Chrysler 8.0L V10           | M     | 127   |
| 32       | GT2       | 98 | James Watt Automotive          | Paul Daniels Allan Simonsen                               | Porsche 911 GT3 RS (996)    | D     | 121   |
| 32       | GT2       | 98 | James Watt Automotive          | Paul Daniels Allan Simonsen                               | Porsche 3.6L Flat-6         | D     | 121   |
| 33       | GT2       | 82 | Team LNT                       | Patrick Pearce Marc Hynes Lawrence Tomlinson              | TVR Tuscan T400R            | D     | 114   |
| 33       | GT2       | 82 | Team LNT                       | Patrick Pearce Marc Hynes Lawrence Tomlinson              | TVR 4.0L I6                 | D     | 114   |
| 34       | LMP1      | 17 | Pescarolo Sport                | Emmanuel Collard Jean-Christophe Boullion                 | Pescarolo C60 Hybrid        | M     | 113   |
| 34       | LMP1      | 17 | Pescarolo Sport                | Emmanuel Collard Jean-Christophe Boullion                 | Judd GV5 5.0L V10           | M     | 113   |
| 35       | GT1       | 65 | Graham Nash Motorsport         | Ricky Cole Ryan Hooker Calum Lockie                       | Saleen S7-R                 | P     | 108   |
| 35       | GT1       | 65 | Graham Nash Motorsport         | Ricky Cole Ryan Hooker Calum Lockie                       | Ford 6.9L V8                | P     | 108   |
| Abd.     | GT2       | 97 | Tech9 Motorsport               | Peter Cook Mike Youles Phil Hindley                       | Porsche 911 GT3 RS (996)    | D     | 126   |
| Abd.     | GT2       | 97 | Tech9 Motorsport               | Peter Cook Mike Youles Phil Hindley                       | Porsche 3.6L Flat-6         | D     | 126   |
| Abd.     | GT2       | 88 | GruppeM Racing                 | Jonathan Cocker Tim Sugden                                | Porsche 911 GT3 R (996)     | P     | 121   |
| Abd.     | GT2       | 88 | GruppeM Racing                 | Jonathan Cocker Tim Sugden                                | Porsche 3.6L Flat-6         | P     | 121   |
| Abd.     | LMP2      | 41 | Binnie Motorsports             | William Binnie Allen Timpany Sam Hancock                  | Lola B05/40                 | P     | 112   |
| Abd.     | LMP2      | 41 | Binnie Motorsports             | William Binnie Allen Timpany Sam Hancock                  | Nicholson-McLaren 3.3L V8   | P     | 112   |
| Abd.     | GT2       | 81 | Team LNT                       | Jonny Kane Warren Hughes                                  | TVR Tuscan T400R            | D     | 75    |
| Abd.     | GT2       | 81 | Team LNT                       | Jonny Kane Warren Hughes                                  | TVR Speed Six 4.0L I6       | D     | 75    |
| Abd.     | LMP1      | 19 | Chamberlain Synergy Motorsport | Amanda Stretton (en) Balba Camino                         | Lola B98/10                 | D     | 74    |
| Abd.     | LMP1      | 19 | Chamberlain Synergy Motorsport | Amanda Stretton (en) Balba Camino                         | Judd GV4 4.0L V10           | D     | 74    |
| Abd.     | GT2       | 86 | Noble Group GruppeM Racing     | Darryl O'Young Matthew Marsh                              | Porsche 911 GT3 RSR (996)   | P     | 33    |
| Abd.     | GT2       | 86 | Noble Group GruppeM Racing     | Darryl O'Young Matthew Marsh                              | Porsche 3.6L Flat-6         | P     | 33    |
| Abd.     | LMP2      | 22 | Tracsport                      | Del Delaronde Edward Morris Richard Jones (en)            | Tampolli SR2                | D     | 31    |
| Abd.     | LMP2      | 22 | Tracsport                      | Del Delaronde Edward Morris Richard Jones (en)            | Nissan (AER) VQL 3.0L V6    | D     | 31    |
| Abd.     | LMP1      | 18 | Rollcentre Racing              | Bruce Jouanny Harold Primat                               | Dallara SP1                 | M     | 16    |
| Abd.     | LMP1      | 18 | Rollcentre Racing              | Bruce Jouanny Harold Primat                               | Judd GV4 4.0L V10           | M     | 16    |
| Abd.     | LMP2      | 31 | Noël del Bello Racing          | Christophe Tinseau Bastien Brière Ni Amorim               | Courage C65                 | M     | 15    |
| Abd.     | LMP2      | 31 | Noël del Bello Racing          | Christophe Tinseau Bastien Brière Ni Amorim               | Mecachrome 3.4L V8          | M     | 15    |
| Abd.     | GT1       | 68 | JMB Racing                     | Antoine Gosse Peter Kutemann Hans Hugenholtz              | Ferrari 575 GTC             | P     | 2     |
| Abd.     | GT1       | 68 | JMB Racing                     | Antoine Gosse Peter Kutemann Hans Hugenholtz              | Ferrari 6.0L V12            | P     | 2     |
| Abd.     | LMP1      | 10 | Racing for Holland             | Jan Lammers Beppe Gabbiani Felipe Ortiz                   | Dome S101                   | D     | 1     |
| Abd.     | LMP1      | 10 | Racing for Holland             | Jan Lammers Beppe Gabbiani Felipe Ortiz                   | Judd GV4 4.0L V10           | D     | 1     |
| Np.      | LMP2      | 28 | Ranieri Randaccio              | Ranieri Randaccio Matteo Maria Tullio                     | Tampolli SR2                | D     | -     |
| Np.      | LMP2      | 28 | Ranieri Randaccio              | Ranieri Randaccio Matteo Maria Tullio                     | Nicholson-McLaren 3.3L V8   | D     | -     |
| Np.      | GT1       | 56 | Paul Belmondo Racing           | Pierre Perret Karim Ajlani Benjamin Leuenberger           | Chrysler Viper GTS-R        | M     | -     |
| Np.      | GT1       | 56 | Paul Belmondo Racing           | Pierre Perret Karim Ajlani Benjamin Leuenberger           | Chrysler 8.0L V10           | M     | -     |

## Statistiques
- Pole Position - #7 Creation Autosportif - 1:34.562
- Meilleur tour - #4 Audi PlayStation Team Oreca - 1:53.635
- Moyenne - 132.626 km/h